# William E. Stein
William Edward Stein, född 10 januari 1893 i St. George, Maine, död 20 september 1957 i Philadelphia, Pennsylvania, var en amerikafinländsk pianist, orkesterledare och kompositör.
Stein började göra skivinspelningar med finländska visor tillsammans med violinisten Lauri Jousinen 1915 och medverkade med violinisten John Witzmann vid J. Alfred Tanners skivinspelningar i Camden, New Jersey 1924. Vidare gjorde Stein skivinspelningar med sångaren Hannes Saari 1926 och 1928 och med sångerskan Katri Lammi 1931. Utöver det medverkade Stein med bland andra Juho Koskelo och Nat Shilkret i Suomalainen Tanssiorkesteris skivinspelningar 1919 och hade med saxofonisten Urho Östman orkestern Östman-Stein Orkesteri, som gjorde skivinspelningar med bland andra Allie Rönkä 1928. Skivkarriären upphörde 1931.
Stein var gift med Anna Stein, som skrev text till några av makens kompositioner. Sammanlagt komponerade Stein sju inspelade sånger, vilka framförts på skiva av Hannes Saari, Aino Saari och Wäinö Sola.

## Skivinspelningar

### 4.6. 1915
(med Lauri Jousinen)
- Häämarssi tippan
- Iitin Tiltu
- Järven polkka
- Kissan saakeli
- Lampaan polska
- Nuoren vaimon soitto

### 1919
(med Suomalainen Tanssiorkesteri)
- Alma masurkka
- Aukusti Eeklevi
- Maa polkka
- Tunnustettu rakkaus

### 9.6. 1924
(med J. Alfred Tanner och John Witzmann)
- Jannen hanuripolkka
- Viimeinen lautta
- Tuhatjärvien lumien maa
- Kymmenen pientä neekeripoikaa
- Nujulan talkoopolkka
- Oi sä hellä Helsinkimme

### 20.9. 1926
(med Hannes Saari)
- Chrysanthemum
- Meripojan heilat
- Volgan aallot

### 6.7. 1928
(med Östman-Stein Orkesteri)
- Elokuun kuutamo
- Oira oira

### 4.10. 1928
(med Östman-Stein Orkesteri och Allie Rönkä)
- Taikayö

### 25.10. 1928
(med Hannes Saari)
- Juomarin laulu
- Laivan kannella
- Lontoon Jenny
- Priki Efrosiina 1–2
- Uskoton ja petollinen Julia

### 10.12. 1928
(med Östman-Stein Orkesteri)
- Joutsen
- Tatjana
- Elomme päivät (med Walfrid Lehto)

### 6.5. 1929
(med Östman-Stein Orkesteri)
- Entisajan polkka
- Idän ruusut
- Laura-valssi
- Tunnustettu rakkaus

### 1930
(med Katri Lammi)
- Kasakkaleirillä

### 1931
(med Katri Lammi)
- Raatajille
- Syksyn tuulet